# The Masked Singer/Staffel 11

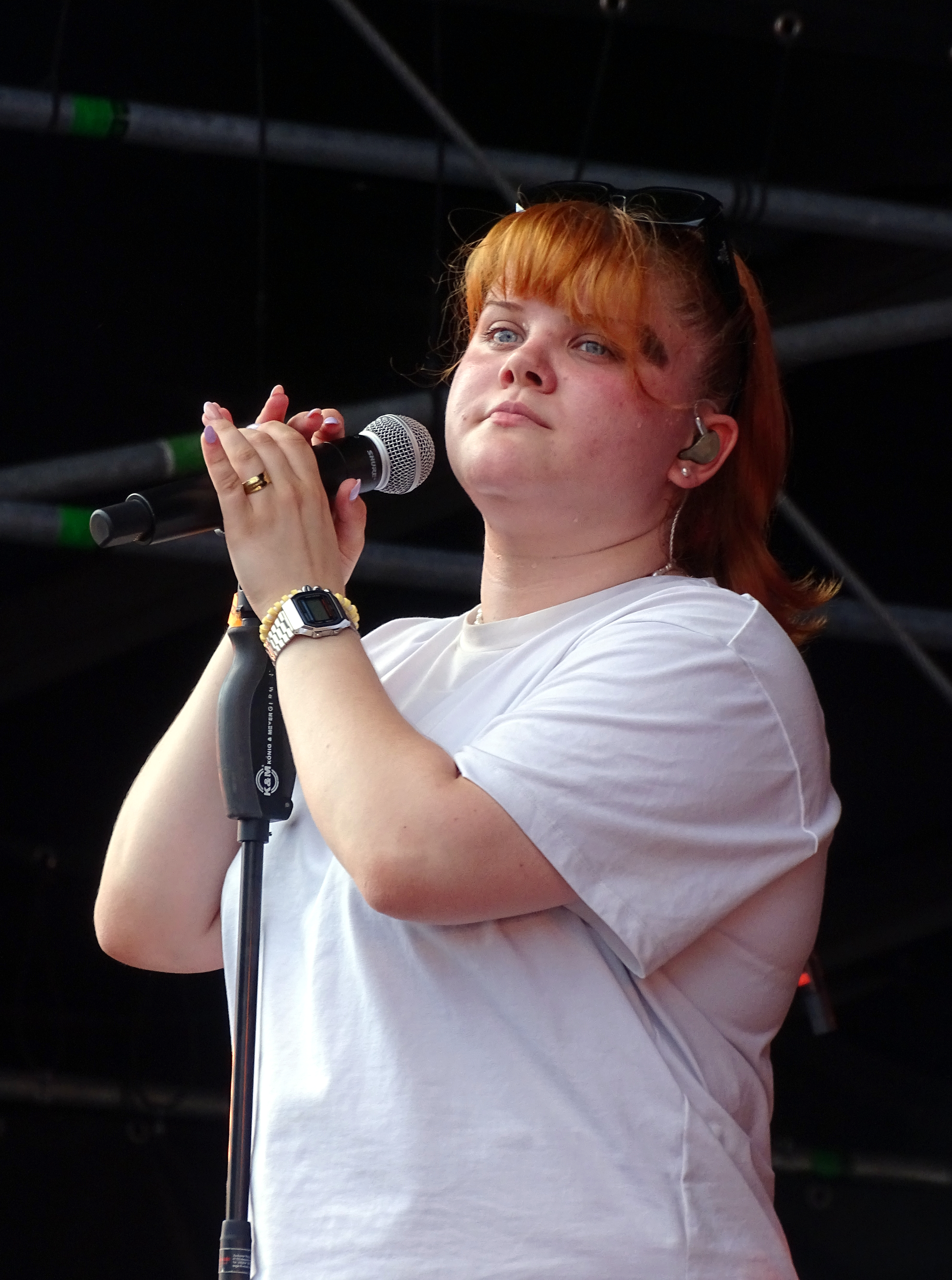
Loi, Siegerin der elften Staffel

Die elfte Staffel von The Masked Singer wurde vom 23. November bis zum 21. Dezember 2024 auf ProSieben ausgestrahlt.
Anfang Oktober 2024 kündigte ProSieben eine elfte Staffel der Sendung an, die erneut von Matthias Opdenhövel moderieren würde. Um mit dem Finale keinen Sendeplatz nach Weihnachten zu füllen, fand die zweite Show bereits am Folgeabend der ersten Show statt; die anderen Folgen wurden weiterhin samstags ausgestrahlt. Palina Rojinski verblieb im ständigen Rateteam, während Rea Garvey nach zwei Staffeln Pause zurückkehrte.

## Rateteam
Als Neuerung in dieser Staffel trat das Rateteam in den Wettbewerb, indem Rojinski und Garvey als Rateduo gegen die pro Show wechselnden zwei Gäste darum antraten, wer die Prominenten besser errät. War ihr Tipp korrekt, erhielten sie in der nächsten Sendung bzw. vor der nächsten Maskierung einen Bonus-Hinweis; war ihr Tipp falsch, mussten sie in der Aftershow „büßen“.
| Folge | Ständiges Rateteam | Ständiges Rateteam | Tipp               | Tipp              | Gast-Rateteam     | Gast-Rateteam    |
| ----- | ------------------ | ------------------ | ------------------ | ----------------- | ----------------- | ---------------- |
| 1     | Palina Rojinski    | Rea Garvey         | Stefan Kretzschmar | Ralf Moeller      | Yvonne Catterfeld | Kamrad           |
| 2     | Palina Rojinski    | Rea Garvey         | Martina Hill       | Hazel Brugger     | Heiko Lochmann    | Roman Lochmann   |
| 3     | Palina Rojinski    | Rea Garvey         | Susanne Daubner    | Jorge González    | Alec Völkel       | Sascha Vollmer   |
| 4     | Palina Rojinski    | Rea Garvey         | Peer Kusmagk       | Smudo             | Chris Tall        | Khalid Bounouar  |
| 5     | Palina Rojinski    | Rea Garvey         | Annette Frier      | Heike Makatsch    | Inka Bause        | Hugo Egon Balder |
| 5     | Palina Rojinski    | Rea Garvey         | Tahnee             | Katrin Bauerfeind | Inka Bause        | Hugo Egon Balder |
| 6     | Palina Rojinski    | Rea Garvey         | Eko Fresh          | Eko Fresh         | Mirja Boes        | Rick Kavanian    |
| 6     | Palina Rojinski    | Rea Garvey         | Mandy Capristo     | Mandy Capristo    | Mirja Boes        | Rick Kavanian    |
| 6     | Palina Rojinski    | Rea Garvey         | Joris              | Joris             | Mirja Boes        | Rick Kavanian    |
| 6     | Palina Rojinski    | Rea Garvey         | Loi                | Loi               | Mirja Boes        | Rick Kavanian    |

## Teilnehmer
| Platz | Kostüm             | Person            | Bekannt als              | Aus in Folge | Quelle |
| ----- | ------------------ | ----------------- | ------------------------ | ------------ | ------ |
| 1     | Panda              | Loi               | Sängerin                 | 6            | [ 3 ]  |
| 2     | Pirat              | Joris             | Sänger                   | 6            | [ 3 ]  |
| 3     | Qualle             | Mandy Capristo    | Sängerin, Songwriterin   | 6            | [ 3 ]  |
| 4     | Willi Weihnacht 13 | Eko Fresh         | Rapper, Schauspieler     | 6            | [ 3 ]  |
| 5     | Lokomotive         | Mimi Fiedler      | Schauspielerin           | 5            | [ 4 ]  |
| 6     | Feuersalamander    | Jessica Schwarz   | Schauspielerin           | 5            | [ 4 ]  |
| 7     | Schneemann         | Lou Bega          | Sänger                   | 4            | [ 5 ]  |
| 8     | Lady Ananas        | Maren Kroymann    | Schauspielerin, Sängerin | 3            | [ 6 ]  |
| 9     | Lauch              | Madita van Hülsen | Moderatorin              | 2            | [ 7 ]  |
| 10    | Nashorn            | Pascal Hens       | Handballspieler          | 1            | [ 8 ]  |

## Folgen
|                                                   | Kostüm      | Lied, Originalinterpret                                 | Gemeinschaftssong                                                 | Ergebnis      |
| ------------------------------------------------- | ----------- | ------------------------------------------------------- | ----------------------------------------------------------------- | ------------- |
| 1                                                 | Lady Ananas | Lambada – Kaoma                                         | Secrets – OneRepublic (mit Rea Garvey)                            | Gewonnen      |
| 2                                                 | Qualle      | Ocean Eyes – Billie Eilish                              | Secrets – OneRepublic (mit Rea Garvey)                            | Gewonnen      |
| 3                                                 | Nashorn     | Get the Party Started – P!nk                            | Secrets – OneRepublic (mit Rea Garvey)                            | Ausgeschieden |
|                                                   |             |                                                         |                                                                   |               |
| 4                                                 | Lokomotive  | Take a Chance on Me – ABBA                              | Dance the Night – Dua Lipa (mit Yvonne Catterfeld und Tim Kamrad) | Gewonnen      |
| 5                                                 | Willi W.    | Nothing’s Gonna Change My Love for You – Glenn Medeiros | Dance the Night – Dua Lipa (mit Yvonne Catterfeld und Tim Kamrad) | Vielleicht    |
| Yvonne Catterfeld: In Between – Yvonne Catterfeld |             |                                                         |                                                                   |               |

|                              | Kostüm          | Lied, Originalinterpret                                                                                     | Gemeinschaftssong                                      | Ergebnis      |
| ---------------------------- | --------------- | --- | ------------------------------------------------------ | ------------- |
| 1                            | Pirat           | High Hopes – Panic! at the Disco                                                                            | Blank Space – Taylor Swift (mit Palina Rojinski)       | Gewonnen      |
| 2                            | Lauch           | Mambo No. 5 (A Little Bit of …) – Lou Bega / Bauch Beine Po – Shirin David (abgewandelt als Lauch Beine Po) | Blank Space – Taylor Swift (mit Palina Rojinski)       | Ausgeschieden |
| 3                            | Panda           | Since U Been Gone – Kelly Clarkson                                                                          | Blank Space – Taylor Swift (mit Palina Rojinski)       | Gewonnen      |
|                              |                 | |                                                        |               |
| 4                            | Feuersalamander | Physical – Dua Lipa                                                                                         | Hot n Cold – Katy Perry (mit Heiko und Roman Lochmann) | Vielleicht    |
| 5                            | Schneemann      | Immer wieder geht die Sonne auf – Udo Jürgens                                                               | Hot n Cold – Katy Perry (mit Heiko und Roman Lochmann) | Gewonnen      |
| Tim Kamrad: Friends – Kamrad |                 | |                                                        |               |

|                                                   | Kostüm          | Lied, Originalinterpret                               | Ergebnis      |
| ------------------------------------------------- | --------------- | ----------------------------------------------------- | ------------- |
| 1                                                 | Lokomotive      | The Loco-Motion – Grand Funk Railroad                 | Vielleicht    |
| 2                                                 | Willi W.        | It’s Not Unusual – Tom Jones                          | Vielleicht    |
| 3                                                 | Pirat           | Pompeii – Bastille                                    | Gewonnen      |
| 4                                                 | Feuersalamander | Call Me – Blondie                                     | Gewonnen      |
|                                                   |                 |                                                       |               |
| 5                                                 | Panda           | good 4 u – Olivia Rodrigo                             | Gewonnen      |
| 6                                                 | Schneemann      | Eiskalt – Culcha Candela / Ice Ice Baby – Vanilla Ice | Vielleicht    |
| 7                                                 | Lady Ananas     | Don’t Stop the Music – Rihanna                        | Ausgeschieden |
| 8                                                 | Qualle          | Everytime – Britney Spears                            | Gewonnen      |
| The BossHoss: It’s Christmas Again – The BossHoss |                 |                                                       |               |

|   | Kostüm          | Lied, Originalinterpret                                            | Gemeinschaftssong                                                                          | Ergebnis      |
| - | --------------- | ------------------------------------------------------------------ | ------------------------------------------------------------------------------------------ | ------------- |
| 1 | Panda           | Strong Enough – Cher                                               | Call Me Maybe – Carly Rae Jepsen                                                           | Gewonnen      |
| 2 | Willi W.        | Last Christmas – Wham!                                             | Call Me Maybe – Carly Rae Jepsen                                                           | Vielleicht    |
|   |                 |                                                                    |                                                                                            |               |
| 3 | Lokomotive      | What Was I Made For? – Billie Eilish (aus dem Film Barbie)         | You’re the One That I Want – John Travolta und Olivia Newton-John (aus dem Musical Grease) | Gewonnen      |
| 4 | Pirat           | I’m a Believer – Smash Mouth (aus dem Film Shrek)                  | You’re the One That I Want – John Travolta und Olivia Newton-John (aus dem Musical Grease) | Gewonnen      |
| 5 | Schneemann      | When You Wish upon a Star – Cliff Edwards (aus dem Film Pinocchio) | You’re the One That I Want – John Travolta und Olivia Newton-John (aus dem Musical Grease) | Ausgeschieden |
|   |                 |                                                                    |                                                                                            |               |
| 6 | Feuersalamander | Express Yourself – Madonna                                         | It’s Raining Men – The Weather Girls                                                       | Vielleicht    |
| 7 | Qualle          | Tattoo – Loreen                                                    | It’s Raining Men – The Weather Girls                                                       | Gewonnen      |

|                               | Kostüm          | Lied, Originalinterpret                                 | Ergebnis      |
| ----------------------------- | --------------- | ------------------------------------------------------- | ------------- |
| 1                             | Panda           | My Head & My Heart – Ava Max                            | Gewonnen      |
| 2                             | Pirat           | I'm Not The Only One – Sam Smith                        | Vielleicht    |
| 3                             | Lokomotive      | You Oughta Know – Alanis Morissette                     | Vielleicht    |
|                               |                 |                                                         |               |
| 4                             | Willi Weihnacht | Deck the Halls / Here Comes the Hotstepper – Ini Kamoze | Vielleicht    |
| 5                             | Feuersalamander | Right Here Waiting – Richard Marx                       | Ausgeschieden |
| 6                             | Qualle          | Together Again – Janet Jackson                          | Gewonnen      |
| Rea Garvey: Halo – Rea Garvey |                 |                                                         |               |
| Sing-Off                      |                 |                                                         |               |
| 7                             | Willi Weihnacht | You Spin Me Round (Like a Record) – Dead or Alive       | Gewonnen      |
| 8                             | Lokomotive      | A Thousand Years – Christina Perri                      | Ausgeschieden |
| 9                             | Pirat           | Don’t Look Back in Anger – Oasis                        | Gewonnen      |

| Alle Teilnehmer der Staffel: Rockin’ Around the Christmas Tree – Brenda Lee | Alle Teilnehmer der Staffel: Rockin’ Around the Christmas Tree – Brenda Lee | Alle Teilnehmer der Staffel: Rockin’ Around the Christmas Tree – Brenda Lee                        | Alle Teilnehmer der Staffel: Rockin’ Around the Christmas Tree – Brenda Lee |                           |
|                                                                             | Kostüm                                                                      | Lied, Originalinterpret                                                                            | Ergebnis                                                                    |                           |
| Runde 1                                                                     | Runde 1                                                                     | Runde 1                                                                                            | Runde 1                                                                     |                           |
| --------------------------------------------------------------------------- | --------------------------------------------------------------------------- | -------------------------------------------------------------------------------------------------- | --------------------------------------------------------------------------- | ------------------------- |
| 1                                                                           | Willi Weihnacht                                                             | Bye Bye Bye – *NSYNC                                                                               | Ausgeschieden                                                               |                           |
| 2                                                                           | Qualle                                                                      | Dreamgirls – Jennifer Hudson, Beyoncé und Anika Noni Rose (aus dem Film zum gleichnamigen Musical) | Gewonnen                                                                    |                           |
| 3                                                                           | Pirat                                                                       | Another Love – Tom Odell                                                                           | Gewonnen                                                                    |                           |
| 4                                                                           | Panda                                                                       | APT. – Rosé und Bruno Mars                                                                         | Gewonnen                                                                    |                           |
| Runde 2                                                                     |                                                                             | |                                                                             |                           |
| 5                                                                           | Qualle                                                                      | How Do I Live – LeAnn Rimes                                                                        | Ausgeschieden                                                               |                           |
| 6                                                                           | Pirat                                                                       | Locked Out Of Heaven – Bruno Mars                                                                  | Gewonnen                                                                    |                           |
| 7                                                                           | Panda                                                                       | Hurt – Christina Aguilera                                                                          | Gewonnen                                                                    |                           |
| Runde 3                                                                     | Runde 3                                                                     | Runde 3                                                                                            | Runde 3                                                                     | Indiz                     |
| 8                                                                           | Pirat                                                                       | Pompeii – Bastille                                                                                 | Ausgeschieden                                                               | umgedrehtes Herz          |
| 9                                                                           | Panda                                                                       | Since U Been Gone – Kelly Clarkson                                                                 | Gewonnen                                                                    | buntes Spielzeug-Mikrofon |
| Mirja Boes als Floh: Thank You for the Music – ABBA                         |                                                                             | |                                                                             |                           |
| Loi: Left In Your Love – Loi                                                |                                                                             | |                                                                             |                           |

## Einschaltquoten
| Folge | Datum             | Zuschauer | Zuschauer       | Marktanteil | Marktanteil     | Quelle |
| Folge | Datum             | Gesamt    | 14 bis 49 Jahre | Gesamt      | 14 bis 49 Jahre | Quelle |
| ----- | ----------------- | --------- | --------------- | ----------- | --------------- | ------ |
| 1     | 23. November 2024 | 1,21 Mio. | 0,37 Mio.       | 5,4 %       | 8,4 %           | [ 9 ]  |
| 2     | 24. November 2024 | 1,34 Mio. | 0,48 Mio.       | 5,2 %       | 8,7 %           | [ 10 ] |
| 3     | 30. November 2024 | 1,05 Mio. | 0,32 Mio.       | 4,9 %       | 8,0 %           | [ 11 ] |
| 4     | 7. Dezember 2024  | 1,09 Mio. | 0,32 Mio.       | 5,1 %       | 7,4 %           | [ 12 ] |
| 5     | 14. Dezember 2024 | 0,98 Mio. | 0,29 Mio.       | 4,5 %       | 7,0 %           | [ 13 ] |
| 6     | 21. Dezember 2024 | 1,49 Mio. | 0,40 Mio.       | 7,0 %       | 9,1 %           | [ 14 ] |
| ø     | ø                 | 1,19 Mio. | 0,36 Mio.       | 5,4 %       | 8,1 %           |        |